# Keene (Nowy Jork)
Keene – miasto w Stanach Zjednoczonych, w stanie Nowy Jork, w hrabstwie Essex.